# Université d'agriculture et de médecine vétérinaire d'Obihiro
L'Université d'agriculture et de médecine vétérinaire d'Obihiro (帯広畜産大学, Obihiro Chikusan Daigaku, couramment abrégée en Obichiku, 帯畜) est une université nationale japonaise, située à Obihiro dans l'ile de Hokkaido.

## Composantes
L'université est structurée en faculté de 1er cycle (学部, gakubu), qui a la charge des étudiants de 1er cycle universitaire, et en faculté de cycles supérieurs (研究科, kenkyūka), qui a la charge des étudiants de 2e et 3e cycle universitaire.

### Facultés de1ercycle
L'université compte 1 facultés de 1er cycle (学部, gakubu).
- Faculté d'élevage d'animaux
  - Cours de médecine vétérinaire
  - Cours d'agriculture

### Facultés de cycles supérieur
L'université compte 3 facultés de cycles supérieurs (研究科, kenkyūka).
- Faculté d'agriculture et de médecine vétérinaire
- Faculté de sciences vétérinaire, commune avec l'Université de Gifu
- Faculté d'agriculture, commune avec l'Université d'Iwate